# Batman: Arkham Asylum
Batman: Arkham Asylum es un videojuego de acción y aventura de mundo abierto desarrollado por Rocksteady Studios y publicado por Eidos Interactive en conjunto con Warner Bros. Interactive Entertainment. Basado en el superhéroe Batman de DC Comics y escrito por el veterano escritor de Batman Paul Dini, Arkham Asylum se inspiró en el mito de los cómics de larga data. En la historia principal del juego, Batman lucha contra su archienemigo, el Guasón, quien instiga un elaborado complot para tomar el control de Arkham Asylum, atrapar a Batman dentro con muchos de sus enemigos encarcelados y amenazar a Gotham City con bombas ocultas.
El juego se presenta desde una perspectiva en tercera persona con un enfoque principal en las habilidades de combate y sigilo de Batman, sus habilidades de detective y los dispositivos que se pueden usar en el combate y la exploración. Batman puede moverse libremente por las instalaciones de Arkham Asylum, interactuar con personajes y realizar misiones, así como desbloquear nuevas áreas progresando en la historia principal u obteniendo nuevo equipo. El jugador puede completar misiones secundarias fuera de la historia principal para desbloquear contenido adicional y artículos coleccionables. El combate se centra en encadenar ataques contra numerosos enemigos mientras evita daños, mientras que el sigilo le permite a Batman ocultarse alrededor de un área, usando dispositivos y el entorno para eliminar enemigos silenciosamente.
El desarrollo comenzó en Rocksteady Studios en mayo de 2007, con un equipo de 40 personas que se expandió a 60 personas cuando concluyó el proyecto después de aproximadamente 21 meses. Entre otros, el diseño del juego se inspiró en las obras escritas por Batman de Neal Adams y Frank Miller, y en la novela gráfica Arkham Asylum: A Serious House on Serious Earth de Grant Morrison. Construida sobre Unreal Engine 3, la producción de Arkham Asylum sufrió varias variaciones, refinando tanto la jugabilidad como el sistema de combate, como la historia central, lo que resultó en la eliminación de elementos argumentales y de algunos de los principales enemigos de Batman, que no encajó en el tono del resto del juego. Rocksteady comenzó a desarrollar ideas para una secuela meses antes de la finalización de Arkham Asylum, ocultando pistas de la secuela dentro del juego.
Arkham Asylum se lanzó en todo el mundo para las consolas de videojuegos PlayStation 3 y Xbox 360 en agosto de 2009, seguido de una versión para Windows. El juego recibió elogios de la crítica, particularmente por su narrativa, atmósfera y combate, aunque algunas críticas se dirigieron a las peleas contra jefes. Tras su lanzamiento, muchos críticos lo llamaron «el mejor juego de cómics de todos los tiempos». Ganó varios premios, incluido el de Mejor juego de acción y aventuras, Mejor juego y Juego del año de varios medios de comunicación, y ostentaba el récord mundial Guinness como «Juego de superhéroes más aclamado por la crítica». Ha sido citado como uno de los mejores videojuegos jamás creados. El juego recibió varios relanzamientos, incluida una edición de Juego del año en 2010 y una versión remasterizada en 2016. El éxito de Arkham Asylum lanzó la serie Batman: Arkham, que comprende secuelas y spin-offs de videojuegos, cómics, productos y películas, comenzando en 2011 con su secuela directa Arkham City.

## Jugabilidad
Batman: Arkham Asylum es un videojuego de acción y aventura visto desde una perspectiva en tercera persona. El personaje jugable es visible en la pantalla y la cámara se puede girar libremente a su alrededor. El jugador controla a Batman mientras atraviesa Arkham Asylum, una instalación segura para criminales dementes ubicada frente a la costa de Gotham City. Las áreas iniciales del juego son lineales y sirven como tutorial para los movimientos y enfoques disponibles para el jugador. Una vez que el jugador llega a la isla, puede explorar libremente el mundo del juego, aunque algunas áreas permanecen inaccesibles hasta ciertos hitos en la historia principal. Batman puede correr, saltar, escalar, agacharse, deslizarse desde alturas usando su capa y usar su pistola de agarre para escalar estructuras bajas o escapar a cornisas más altas.
El jugador puede usar «Visión detectivesca»—un modo visual que proporciona información contextual, tiñendo el mundo del juego de azul y resaltando objetos interactivos como paredes destructibles y rejas removibles, la cantidad de enemigos en un área y su estado—como su conocimiento de la presencia de Batman—y muestra civiles y cadáveres. El modo también se utiliza para seguir huellas, investigar olores y resolver acertijos.
Batman tiene acceso a varios dispositivos que puede utilizar para explorar o luchar. El batarang es un arma arrojadiza que puede aturdir temporalmente a los enemigos o activar dispositivos remotos. Una versión controlada remotamente se puede dirigir una vez lanzada, y el batarang sónico puede usarse para atraer la atención de enemigos específicos que usan collares de monitoreo, o detonarse para dejar inconsciente a un enemigo cercano. El gel explosivo se puede usar en paredes y pisos débiles y se puede detonar de forma remota, enviando escombros hacia un enemigo. El lanzacabos se puede utilizar para atravesar tramos horizontales. El Batclaw—un dispositivo de agarre—se puede utilizar para interactuar con objetos remotos, como cubiertas de ventilación, o para agarrar enemigos. El secuenciador criptográfico se utiliza para anular paneles de seguridad, abrir nuevas rutas o desactivar varias funciones de asilo. Algunas áreas son inaccesibles hasta que Batman adquiera los dispositivos necesarios para superar el obstáculo. Se anima al jugador a explorar el mundo del juego fuera del juego principal para encontrar y resolver los acertijos dejados por Riddler—quien piratea el sistema de comunicación de Batman para desafiarlo con acertijos. Se pueden recolectar objetos, y algunos de los acertijos de Riddler requieren que el jugador encuentre áreas relacionadas con la respuesta a un acertijo y lo escanee con «Visión detectivesca». El mundo del juego tiene 240 artículos coleccionables, como trofeos de Riddler, dientes castañeteantes del Joker, cintas de entrevistas con algunos de los reclusos de Arkham y mensajes crípticos dejados en el asilo por su fundador, Amadeus Arkham, que analizan la siniestra historia de la instalación. El jugador es recompensado por resolver acertijos y encontrar objetos coleccionables con puntos de experiencia y contenido adicional del juego, incluidos mapas de desafío que ponen a prueba la habilidad del jugador en el sistema de combate del juego, biografías de personajes y estatuas de los personajes de Arkham Asylum en el juego.
Los jugadores pueden atravesar áreas controladas por el enemigo usando sigilo o combate directo. El combate «Freeflow» del juego utiliza tres botones principales: atacar, aturdir y contraatacar. El sistema permite a Batman moverse rápidamente entre enemigos, encadenando ataques hasta que todos los enemigos quedan inconscientes. La combinación de las tres habilidades principales puede hacer que Batman siga atacando mientras se mueve entre enemigos y evita ser atacado él mismo. Cuantos más ataques combinados se encadenen, más rápido y ágil se vuelve Batman, y estarán disponibles ataques especiales, como un lanzamiento, un agarre y un derribo instantáneo que puede derrotar inmediatamente a un enemigo. El combate se recompensa con puntos de experiencia, que se utilizan para desbloquear dispositivos, movimientos de combate y mejoras de salud. Combos más altos, una variedad más amplia de movimientos y evitar daños genera más puntos. Los ataques enemigos se previenen con un icono de advertencia, que indica que el ataque puede contrarrestarse. Algunos enemigos requieren diferentes enfoques para superarlos; Los matones que empuñan cuchillos deben ser aturdidos antes de que puedan ser atacados, y otros deben ser golpeados por detrás. Algunos enemigos están armados con armas que dañan significativamente a Batman. Los enemigos reaccionan a la eliminación de sus aliados por parte de Batman, lo que aumenta su nivel de miedo y altera su comportamiento; por ejemplo, adoptarán nuevas rutas de patrulla, lo que requerirá que el jugador se adapte a la situación cambiante. Durante el combate, la salud de Batman disminuye con los ataques, pero se restaura por completo una vez que termina la batalla.
El jugador puede usar tácticas depredadoras a través del sigilo—incluidos derribos silenciosos, caer desde posiciones elevadas y arrebatar enemigos, o usar el gel explosivo para derribar a los enemigos, para inclinar las probabilidades a su favor. Algunas áreas cuentan con secciones que requieren que el jugador use estas tácticas para evitar alertar a los secuaces del Joker y así no cumplir un objetivo. Muchas áreas cuentan con gárgolas de piedra colocadas en lo alto, lo que ayuda a Batman a permanecer oculto. Batman puede usar su rezón para alcanzar las gárgolas, lo que le otorga una posición ventajosa sobre el área y los enemigos. Desde las gárgolas, Batman puede deslizarse hacia abajo para atacar a los enemigos o colgarse boca abajo de las gárgolas para agarrar a un enemigo cercano y dejarlo atado allí. El jugador puede usar rejas en el piso para atacar desde abajo, esconderse en las esquinas, usar batarangs para aturdir a los enemigos desde lejos, y usa la pistola de garfio para tirar de los enemigos sobre las repisas.
Arkham Asylum presenta una serie de mapas de desafío separados del modo historia del juego que se desbloquean mientras se juega, y otros están disponibles como contenido descargable opcional (DLC). Los mapas se centran en la consecución de objetivos específicos, como eliminar oleadas sucesivas de enemigos en combate y someter a los enemigos que patrullan mientras se utiliza el sigilo. Los métodos y la variedad de habilidades utilizadas para lograr estos objetivos obtienen una puntuación de rendimiento general que se clasifica en línea frente a otros jugadores. En PlayStation 3, el Joker es un personaje jugable en los mapas de combate y desafío de sigilo a través de DLC opcional; debe enfrentarse a los guardias del asilo y al comisario de policía James Gordon. El Joker tiene sus propias habilidades de combate y armas, como una pistola, dientes que castañetean y gafas de rayos X que le permiten ver a sus oponentes a través de las paredes.
En sistemas compatibles, la versión de Microsoft Windows utiliza el motor de software PhysX de Nvidia para producir interacciones realistas y dinámicas con el mundo del juego. Con PhysX habilitado, algunas áreas contienen humo o niebla que reacciona cuando Batman se mueve a través de ellas, mientras que con PhysX desactivado la niebla no aparecerá en absoluto. Otros efectos incluyen la interacción dinámica con papel y hojas, superficies que pueden rayarse o desconcharse, y elementos de tela dinámicos y destructibles, como pancartas y telarañas. La versión Juego del año ofrece la posibilidad de jugar en 3D en cualquier televisor 2D utilizando gafas 3D anaglifo.

## Sinopsis

### Personajes
Arkham Asylum está ambientado en el ficticio Arkham Asylum, una instalación en la isla Arkham frente a la costa de Gotham City que alberga a supervillanos criminales dementes. El juego presenta un gran conjunto de personajes de la historia de los cómics de Batman. Tres actores de doblaje, que trabajaron en la serie de cine y televisión DC Animated Universe, repitieron sus papeles para el juego. Kevin Conroy le da voz a Batman, un superhéroe entrenado hasta la cima de la perfección física humana y experto en artes marciales, Mark Hamill le da voz al némesis psicópata de Batman, el Joker, y la compañera del Joker, Harley Quinn, tiene la voz de Arleen Sorkin. Batman cuenta con la ayuda de sus aliados Oracle (Kimberly Brooks)—que le proporciona inteligencia de forma remota, y el comisionado de policía James Gordon (Tom Kane).
En el asilo, Batman se enfrenta a varios supervillanos; debe defenderse de un enfurecido Bane (Fred Tatasciore), someter al asesino en serie indiscriminado Victor Zsasz (Danny Jacobs), enfrentarse al monstruoso Killer Croc (Steve Blum), derrotar a Hiedra Venenosa (Tasia Valenza), y lucha contra las pesadillas inducidas por alucinógenos creadas por el Espantapájaros (Dino Andrade). El Acertijo (Wally Wingert) no aparece físicamente en el juego, pero se comunica con Batman y lo desafía a resolver acertijos colocados alrededor de la isla. Otros personajes que aparecen en el juego incluyen al director del asilo Quincy Sharp (también con la voz de Kane), los padres de Batman, Thomas y Martha Wayne (con la voz de Conroy y Valenza respectivamente) y el guardia del asilo Aaron Cash (Duane R Shepard, Sr). Clayface, que cambia de forma, aparece en un cameo, adoptando la apariencia de otros personajes mientras intenta engañar al jugador para que lo suelte. El Sombrerero Loco casi estuvo incluido en el juego, pero los desarrolladores lo eliminaron. El cuerpo de Ra's al Ghul está en la morgue del asilo y el muñeco del ventrílocuo, Scarface, aparece varias veces a lo largo de la historia. En el juego se hace referencia a varios otros personajes, incluidos el Pingüino, Jack Ryder, Mr. Freeze, Dos Caras, Catwoman, y el fundador del asilo, Amadeus Arkham, pero no aparecen en él.

### Trama

El logo de Arkham Asylum, que también es uno de los logos del juego.

Después de que el Joker asalta el Ayuntamiento de Gotham, Batman lo atrapa y lo lleva al Arkham Asylum, que alberga temporalmente a muchos miembros de la pandilla del Joker, que fueron transferidos después de un incendio en la prisión de Blackgate. Creyendo que el Joker se dejó capturar, Batman lo acompaña al asilo. El plan del Joker se revela cuando Harley Quinn toma el control de la seguridad y el Joker escapa a las instalaciones, ayudado por un guardia corrupto que secuestra al comisionado Gordon. El Joker amenaza con detonar bombas escondidas alrededor de Gotham City si alguien intenta ingresar a Arkham, lo que obliga a Batman a trabajar solo. Al rastrear a Quinn hasta el centro médico para rescatar a Gordon, Batman queda expuesto a la toxina del miedo del Espantapájaros. Después de luchar contra las alucinaciones de Scarecrow, Batman encuentra y somete a Quinn antes de rescatar a Gordon. Luego, el Joker dirige a Batman hacia Bane capturado, con quien ha experimentado la doctora del asilo Penélope Young. El Joker libera a Bane y Batman lucha y lo derrota embistiéndolo contra el océano con el Batimóvil, durante el cual Quinn escapa. Luego, va a una instalación secreta de la Baticueva que había escondido en la isla, donde reabastece sus dispositivos.
Allí, Batman se entera de que el Joker regresó al asilo para tener acceso a Young, quien ha estado desarrollando Titán, una versión más poderosa de la droga Venom que le da fuerza a Bane, con la intención de usarlo para ayudar a los pacientes a sobrevivir a terapias más extenuantes. Young se enteró de que el Joker había estado financiando en secreto su investigación para crear un ejército de secuaces sobrehumanos; su negativa a entregar la fórmula precipitó el regreso de Joker al asilo. Mientras busca a Young, Batman destruye su fórmula Titán y luego la rescata de Victor Zsasz. Una bomba mata a Young y el Joker obtiene los lotes completos de Titán.
En la penitenciaría, Quinn libera a Hiedra Venenosa de su celda antes de ser encarcelada por Batman. Quinn revela accidentalmente que Joker tiene una instalación de producción de Titan en los jardines botánicos de Arkham. Batman viaja allí y descubre que Titán es creado por plantas genéticamente modificadas. Hiedra le cuenta que las esporas necesarias para crear un antídoto se encuentran exclusivamente en la guarida de Killer Croc en una alcantarilla. Luego, Joker inyecta Titán a Hiedra, mejorando sus poderes, y ella comienza a devastar la isla Arkham con plantas mutantes gigantes. De camino a Croc, Batman se encuentra nuevamente con Scarecrow y lo persigue hasta las alcantarillas. El espantapájaros es atacado por Croc y arrastrado bajo el agua. Batman recupera las esporas necesarias y somete a Croc antes de regresar a la Baticueva, pero solo puede sintetizar una dosis del antídoto antes de que las plantas de Hiedra irrumpan en la cueva y destruyan su equipo.
Batman regresa a los jardines botánicos y derrota a Hiedra, deteniendo las plantas arrasadoras. El Joker anuncia que los preparativos para su fiesta finalmente están completos y Batman viaja al centro de visitantes del asilo para enfrentarlo. El Joker revela que ha recapturado a Gordon e intenta dispararle con un dardo lleno de Titán; Batman salta en defensa de Gordon y en su lugar recibe un disparo. Batman intenta resistirse al cambio, y un Joker enojado toma una sobredosis de Titán, mutando en un monstruo enorme. En una arena improvisada en el techo del edificio, el Joker desafía a Batman a una pelea como monstruos inducidos por Titán frente a helicópteros de noticias. Batman se niega a transformarse, usa el antídoto en sí mismo y derrota al Joker afectado por los titanes y sus secuaces. Posteriormente, los afectados por Titán comienzan a volver a la normalidad, incluido el Joker, que es detenido mientras los agentes de policía retoman el asilo. Batman escucha una llamada sobre un crimen liderado por Dos Caras en progreso y vuela de regreso a Gotham City en el Batwing. En una escena posterior a los créditos, se muestra una caja de fórmula Titán flotando en el océano cerca del asilo cuando una mano emerge y la agarra.

## Desarrollo

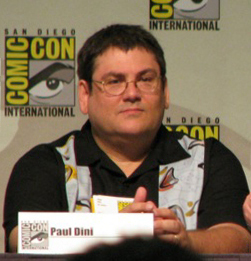
El escritor principal del juego fue Paul Dini, uno de los principales autores de cómics de Batman en la línea Detective Comics.

Batman: Arkham Asylum se anunció por primera vez en agosto de 2008; fue desarrollado por el estudio británico Rocksteady Studios bajo los auspicios de Eidos Interactive y Warner Bros. Interactive Entertainment. Eidos obtuvo los derechos para hacer un juego de Batman en la primavera de 2007 y se acercó al entonces poco conocido Rocksteady después de ver el prototipo del desarrollador. A petición de Eidos, Rocksteady presentó su enfoque para la licencia de Batman y, en mayo de 2007, habían comenzado a desarrollar el concepto del juego, y la producción total comenzó en septiembre. DC Comics se acercó por primera vez al escritor Paul Dini (Batman: la serie animada, Detective Comics) a finales de 2007 sobre la posibilidad de crear una historia para un videojuego original de Batman. A Dini le pareció intrigante la idea, ya que creía que pocos juegos de Batman se basaban en una idea original y, en cambio, se adaptaban del cine o la televisión. DC Comics le preguntó a Dini cuál sería su enfoque para escribir una nueva película o novela gráfica de Batman, pero que estuviera diseñada para el juego. Más tarde se reunió con el equipo de Rocksteady, donde se decidió que las ideas de Dini estaban en línea con lo que Rocksteady quería lograr. Cuando Dini se unió al proyecto, Rocksteady estaba investigando la idea de ambientar el juego dentro de Arkham y había producido diseños preliminares que lo representaban como una enorme propiedad en una isla conectada a Gotham City por un puente. El reparto no estaba definitivo, pero dada la ambientación era seguro que el Joker desempeñaría un papel importante. El juego y la historia se desarrollaron juntos, con las limitaciones de la mecánica que requieren que la historia se construya en torno a ellos. El objetivo principal era hacer que el juego fuera lo suficientemente atractivo como para que los jugadores pasaran entre 8 y 10 horas completándolo, especialmente aquellos que no estaban interesados en los medios de franquicia de Batman. Rocksteady guiaría a Dini cuando pensaran que estaba escribiendo demasiada historia o motivación de personajes.
Entre varias historias de Batman escritas por Neal Adams y Frank Miller, Arkham Asylum: A Serious House on Serious Earth de Grant Morrison fue una inspiración para el diseño del juego. El productor Nathan Burlow dijo que la narrativa y la atmósfera del juego BioShock de 2007 influyeron en el diseño de Arkham Asylum. El director Sefton Hill dijo que las influencias de los dispositivos y habilidades que se pueden combinar y usar de diferentes maneras provienen de The Legend of Zelda y Metroid. El equipo de diseño aisló los componentes que creían que hacían a Batman y exageró estos elementos. Se abandonaron las ideas de diseño que contradecían estas facetas del personaje y se aplicaron estrictamente otros elementos de Batman, como su negativa a matar a sus enemigos, lo que proporcionó desafíos adicionales al permitir al jugador tener total libertad en el juego sin transgredir esa aspecto fundamental del personaje. Se eligió Arkham Asylum como escenario porque limitaba al jugador a un área que contenía varios enemigos, mientras que en un entorno de ciudad abierta podía recibir ayuda, regresar a la Baticueva o distanciarse de sus oponentes.
El equipo de desarrollo quería incluir aspectos icónicos de los mitos de Batman y decidió desde el principio de la producción que Conroy, Hamill y Sorkin repitieran sus papeles en Batman: la serie animada de Dini como Batman, el Joker y Harley Quinn, respectivamente. Hamill tiene miles de líneas de diálogo en el juego y Conroy tiene relativamente pocas en comparación. Después de ver modelos de personajes de la apariencia del Joker en Arkham Asylum, Hamill decidió retratar al personaje como oscuro y valiente, manteniendo al mismo tiempo una naturaleza payaso y juguetona. Aunque el juego presenta referencias a eventos de la trama tanto en la serie animada como en los cómics de Batman, la historia no sigue directamente ninguna historia o representación singular del personaje.
El juego tardó aproximadamente 21 meses en completarse; Rocksteady comenzó el desarrollo con un equipo de 40 personas, que se había expandido a alrededor de 60 al finalizar el juego. El combate fue considerado uno de los mayores desafíos en el desarrollo del juego; el sistema pasó por tres iteraciones. Rocksteady desarrolló originalmente el combate del juego como un juego de acción de ritmo completo. Más tarde se desarrolló en 2D, lo que involucraba círculos de colores chocando entre sí durante las peleas; el sistema final se basó en este modelo 2D. El combate fue diseñado para ser único para Batman y se le dio un esquema de control simple para reflejar la facilidad con la que Batman puede realizar los movimientos. Arkham Asylum se construyó en Unreal Engine 3 de Epic Games. El presidente de Eidos, Ian Livingstone, dijo que un desarrollador pasó dos años trabajando en la capa de Batman, utilizando más de 700 animaciones y efectos de sonido para que se moviera de manera realista.
Los desarrolladores tenían la intención de utilizar otros personajes de Batman en el juego, pero fueron eliminados cuando se decidió que no funcionarían dentro de la historia. Por ejemplo, el enemigo de Batman, Mr. Freeze, no encajaba porque el personaje tiene motivaciones diferentes a las del Joker. A diferencia de Riddler, que está obsesionado con demostrar su superioridad sobre Batman, el Sr. Freeze no guarda rencor personal contra Batman, y al Sr. Freeze no le importarían los planes de los otros villanos. Se consideró como ubicación un laberinto de jardín bajo el control de Poison Ivy; podría cultivarlo en diferentes direcciones. En el centro, Batman encontraría al Sombrerero Loco organizando una fiesta de té, pero los desarrolladores decidieron que estas ideas no coincidirían con el tono del juego. Se consideró la inclusión de los vehículos de Batman, el Batmobile y el Batwing, en el juego, pero desarrollar mecánicas de control y segmentos de juego únicos para ellos habría llevado demasiado tiempo y comprometido su calidad; Los vehículos aparecen en el juego, pero los jugadores no pueden controlarlos.
Rocksteady comenzó a concebir ideas para una posible secuela, que se convirtió en Batman: Arkham City, aproximadamente siete meses antes de que se completara el desarrollo de Arkham Asylum. Rocksteady desarrolló ideas para la historia y el escenario de la secuela para que las narrativas de los juegos pudieran conectarse de manera efectiva. En la oficina del director del asilo en Arkham Asylum se escondía una habitación secreta que contenía pistas, planos y arte conceptual para el próximo juego. La sala permaneció oculta durante seis meses después del lanzamiento del juego hasta que Rocksteady reveló su presencia. La banda sonora de Arkham Asylum fue compuesta por Ron Fish y Nick Arundel, quienes también compusieron la banda sonora de la secuela, Batman: Arkham City.

### Diseño
Para desarrollar la estética general del juego, el objetivo principal era crear diseños que combinaran el estilo de los cómics con el realismo. La arquitectura ambiental y los personajes tenían que ser lo suficientemente extravagantes para representar el universo de Batman, pero necesitaban texturas y detalles realistas. El segundo objetivo era recrear las imágenes góticas y oscuras inherentes al universo de Batman, especialmente a Arkham Asylum, para que la estructura pareciera tan loca como aquellos a quienes alberga. El asilo se consideró un lugar ideal porque puede albergar a muchos de los enemigos de Batman.
El diseño de Batman estuvo fuertemente influenciado por el trabajo del dibujante de cómics Jim Lee, quien dibujó a Batman como un personaje fuerte y musculoso que podía participar de manera creíble en combates extremos. Su traje negro y gris oscuro se basó en versiones modernas y tiene influencias militares y un aspecto industrial. Se produjeron aproximadamente trece diseños conceptuales antes de que tomara forma su apariencia final. Los artistas evitaron las interpretaciones cinematográficas del Joker, en parte porque los desarrolladores sólo tenían acceso a los derechos de la licencia original de Batman. La novela gráfica de Alan Moore de 1988, Batman: The Killing Joke, influyó en el diseño del personaje. Harley Quinn se sometió a un rediseño drástico, quitándose su traje negro y rojo de cuerpo entero y su sombrero de bufón, y reemplazándolos con un traje con elementos de diseño de un traje de enfermera y un uniforme de colegiala. WildStorm, la editorial de cómics de Lee, produjo el arte conceptual del juego.

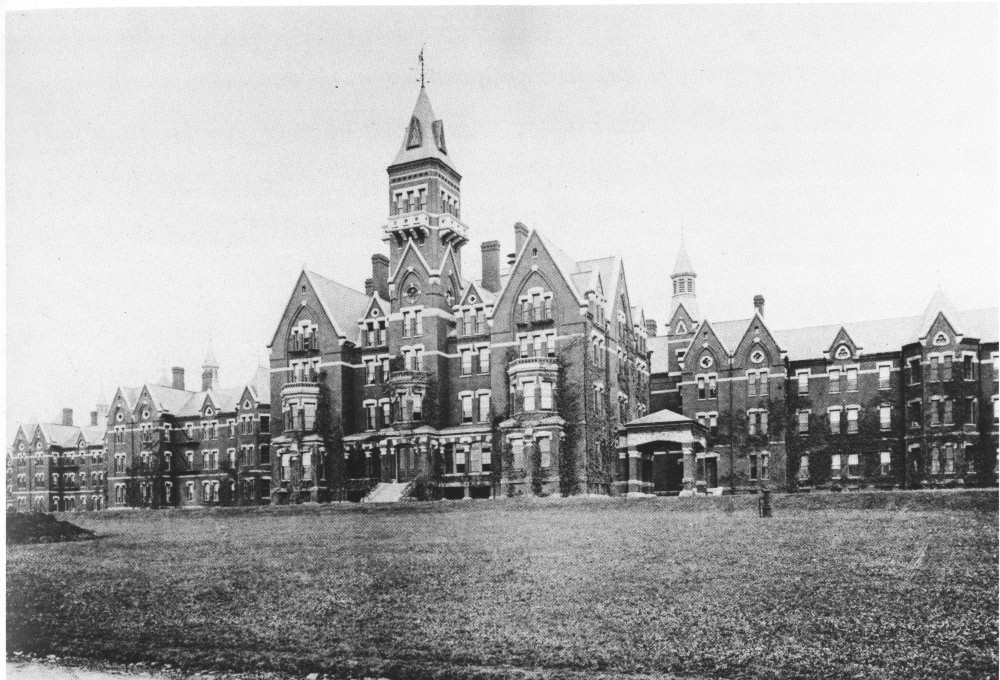
Clínica Psiquiátrica Danvers, que sirvió como prototipo para Arkham

Los diseños para el asilo partieron de interpretaciones cómicas de una gran mansión y en su lugar desarrollaron una isla entera, con toques de la prisión de Alcatraz, compuesta por múltiples edificios para permitir una mayor variedad y exploración. Cada edificio fue diseñado con un estilo arquitectónico diferente para que la instalación parezca creíble e imbuir a cada lugar de una historia. El edificio médico se inspiró en la arquitectura victoriana y su estructura metálica estaba destinada a inspirar sentimientos de horror. La unidad de tratamiento intensivo tiene una estética gótica e industrial. Las catacumbas debajo de las instalaciones, inspiradas en el ladrillo de principios del siglo XX y la industria victoriana, estaban destinadas a resultar opresivas. El área de máxima seguridad fue diseñada para dar sensación de claustrofobia y fue adaptada como un búnker, y la mansión Arkham muestra un estilo gótico alto. Los diseñadores integraron líneas torcidas en objetos ambientales, como árboles y tuberías de desagüe, siempre que fue posible. Para el juego se diseñaron 40 habitaciones, 34 pasillos, tres áreas exteriores y tres áreas de alucinaciones inducidas por el Espantapájaros.
Para darle vida a estas áreas, los diseñadores de niveles produjeron elementos mecánicos del juego utilizando diseños y formas simples de las habitaciones, mientras que los artistas conceptuales trabajaron en conjunto para crear obras de arte para cada ubicación, siguiendo la dirección artística. Luego, los artistas ambientales construirían diseños 3D basados en esos diseños. Encontrar una paleta de colores adecuada para el mundo del juego fue difícil; los marrones y los colores monocromáticos podían representar la atmósfera oscura y de mal humor deseada, pero los desarrolladores querían que la estética se pareciera a las combinaciones de colores vibrantes de un cómic. Para ello, utilizaron colores saturados para la iluminación del juego. La iluminación era un componente importante del juego, ya que se utilizaba para resaltar puntos de interés y atraer al jugador hacia pasillos que de otro modo serían aburridos. Para mantener el nivel de detalle deseado y permitir que las versiones de consola del juego encajaran en la memoria de los dispositivos, cada área tuvo que ser transmitida dentro y fuera de la memoria sin problemas para liberar memoria para texturas y geometría. Todas las escenas fueron escritas por artistas de Rocksteady y se visualizaron en el motor del juego antes de que se capturaran los movimientos de las actuaciones de los personajes. El equipo de diseño decidió que las escenas deberían usarse para avanzar en las relaciones de los personajes, y que después de cada escena el jugador debería haber cambiado su objetivo o modificado la importancia de sus acciones. Se dio prioridad a mantener las escenas de acción bajo el control del jugador, en lugar de mostrarlas en escenas.

## Comercialización y lanzamiento
El 6 de agosto de 2009 salió a la venta una versión demo mediante descarga digital para PlayStation 3, y el 7 de agosto para Xbox 360 y Microsoft Windows. La versión para PlayStation 3 de Arkham Asylum desbloqueó un apartamento virtual con temática de Batcueva para los jugadores de la plataforma de juegos sociales PlayStation Home. Además, la tienda de videojuegos norteamericana GameStop organizó un concurso que permitía a uno de los ganadores convertirse en un preso de Arkham. Una serie de figuras de acción basadas en los diseños de los personajes del juego se pusieron a la venta a través de DC Direct, el canal de Warner Bros.

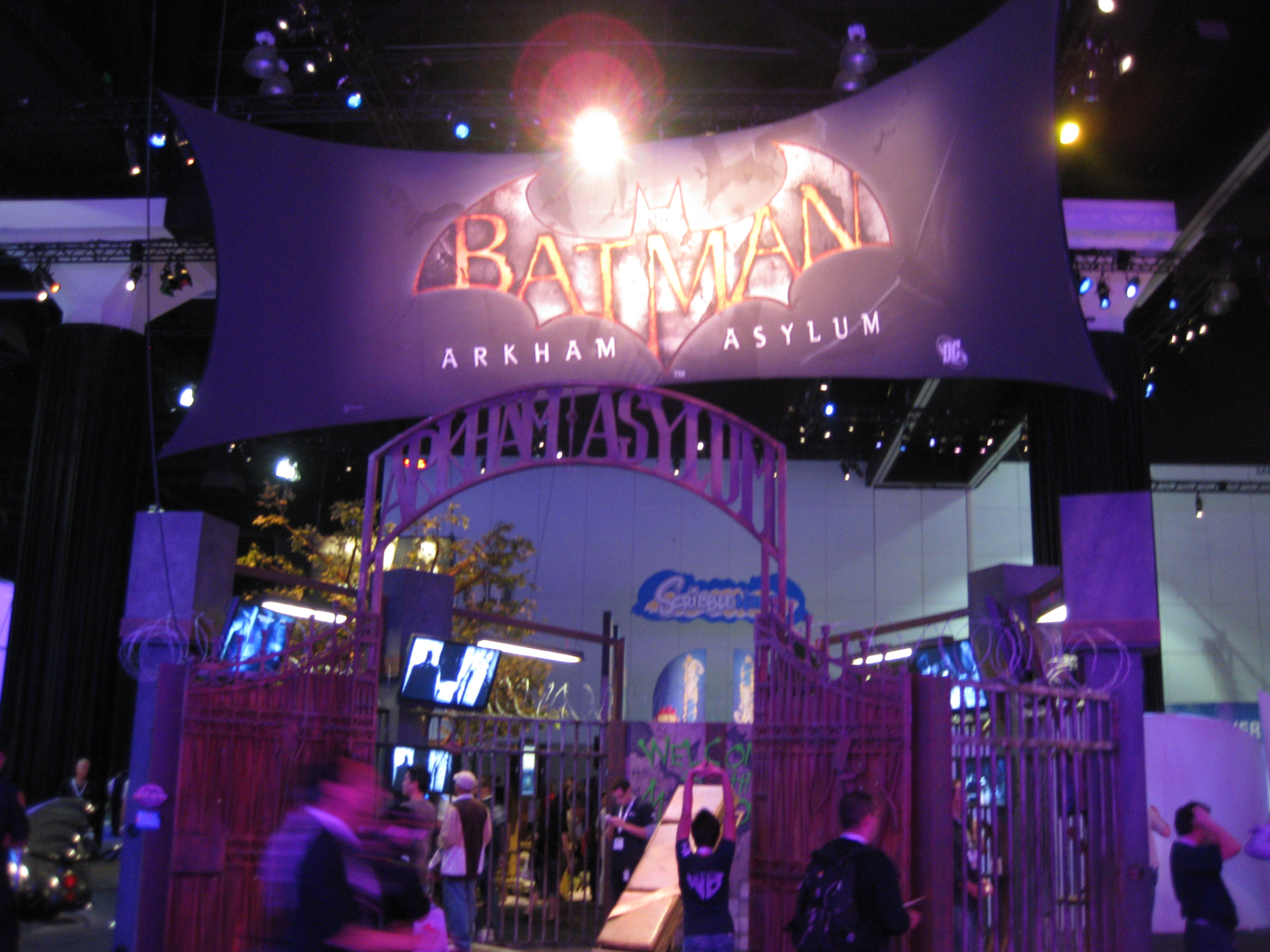
Promoción en el E3 2009

Batman: Arkham Asylum salió a la venta para PlayStation 3 y Xbox 360 en Norteamérica el 25 de agosto de 2009, y el 28 de agosto en Europa y Australia. Salió a la venta para Microsoft Windows en Norteamérica el 15 de septiembre de 2009, y el 18 de septiembre en Europa y Australia. La edición Juego del año salió a la venta el 26 de marzo de 2010 en Europa y el 11 de mayo en Norteamérica. Feral Interactive desarrolló una versión para Mac OS X, que se lanzó en disco y como descarga el 3 de noviembre de 2011. En la versión del juego para Windows, los desarrolladores utilizaron una medida antiduplicación que desactiva la capacidad de planeo de Batman y provoca otros fallos, impidiendo que las partidas copiadas avancen más allá de cierto punto. Aunque no es el primer juego que aplica este tipo de contramedidas, Arkham Asylum recibió cobertura mediática, ya que se consideró un método novedoso de protección anticopia.  Una versión del juego para Nintendo Wii, desarrollada por Red Fly Studios, se canceló durante su desarrollo.
Se puso a la venta una «Edición Coleccionista» que contenía el juego, una réplica de 14 pulgadas (36 cm) del batarang de Batman, un DVD entre bastidores, un libro encuadernado en piel de 48 páginas sobre los reclusos de Arkham y un código para descargar el mapa de desafío «Callejón del Crimen». Al reservar el juego en algunas tiendas, se podía acceder al mapa de desafío «Dem Bones». La «Edición Juego del Año» e anunció inicialmente para Europa, Asia y Australia, pero más tarde se añadió Norteamérica. Esta edición incluye el juego, compatibilidad con los efectos visuales TriOviz 3D, dos pares de gafas 3D temáticas y los seis mapas de desafío DLC publicados, dos de los cuales se omitieron en la versión norteamericana.